# Mitchell Cary Alford

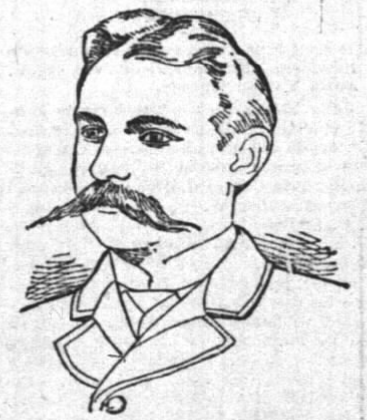
Mitchell Cary Alford (Zeichnung aus dem Jahr 1891)

Mitchell Cary Alford (* 10. Juli 1855 im Fayette County, Kentucky; † 9. Dezember 1914) war ein US-amerikanischer Politiker. Zwischen 1891 und 1895 war er Vizegouverneur des Bundesstaates Kentucky.

## Werdegang
Mitchell Alford besuchte bis 1877 die Kentucky University, aus der dann die Transylvania University hervorging. Nach einem anschließenden Jurastudium an derselben Universität und seiner 1879 erfolgten Zulassung als Rechtsanwalt begann er in einer Kanzlei in seinem Beruf zu arbeiten. Gleichzeitig schlug er als Mitglied der Demokratischen Partei eine politische Laufbahn ein. Er bekleidete zunächst ein lokales Amt in der Bezirksverwaltung des Fayette County. Danach war er in Lexington Richter am Recorder’s Court. Anschließend wurde er in den Senat von Kentucky gewählt, in dem er zunächst Vorsitzender des Haushaltsausschusses wurde. Später leitete er den Eisenbahnausschuss.
1891 wurde Alford an der Seite von John Young Brown zum Vizegouverneur von Kentucky gewählt. Dieses Amt bekleidete er zwischen 1891 und 1895. Dabei war er Stellvertreter des Gouverneurs und Vorsitzender des Staatssenats. Nach dem Ende seiner Zeit als Vizegouverneur war er für einige Jahre Staatsvorsitzender der Demokraten für Kentucky. Er war Mitgründer und dann Präsident der First National Bank of Middlesboro. Außerdem hielt er Anteile an einem Hotel in Lexington, für das er auch die Finanzen kontrollierte. Er starb am 9. Dezember 1914.